# Guillermo Ortega (futbolista)
Guillermo Ortega, más conocido como Perro, fue un futbolista mexicano. Fue campeón de la Temporada 1932-1933 junto con sus compañeros Ernesto Pauler, Antonio Azpiri, Marcial Ortiz, Gumercindo López, Ignacio Ávila, Vicente García, Julio Lores, José Ruvalcaba, Lorenzo Camarena y Luis "Pichojos" Pérez, jugando la final contra el Atlante, con resultado final de 9-0 a favor del Necaxa.

## Clubs
- Club Necaxa

- Datos: Q1554044